# Johan Ström
Johan Ström (i riksdagen kallad Ström i Transtrand), född 30 mars 1848 i Transtrand, död där 6 augusti 1928, var en svensk folkskollärare och politiker (liberal). 
Johan Ström, som kom från en bondesläkt, var folkskollärare i Transtrand 1870-1914, från 1876 även klockare och organist. Åren 1874-1928 drev han likaså byns poststation. Han var ordförande i Transtrands kommunalstämma 1883-1928 och kommunalfullmäktige 1919-1928.
Han var riksdagsledamot i andra kammaren 1903-1917, fram till 1911 för Nås och Malungs domsagas valkrets och därefter för Kopparbergs läns västra valkrets. I riksdagen tillhörde han Frisinnade landsföreningens riksdagsparti Liberala samlingspartiet. Han var bland annat ledamot i statsutskottet 1908-1910 och 1912-1917. Som riksdagsledamot ägnade han sig främst åt jord- och skogsbruksfrågor.